# Lisa Vaelen
Lisa Vaelen (Bonheiden, 10 de agosto de 2004) es una deportista belga que compite en gimnasia artística.
Ganó dos medallas de bronce en el Campeonato Europeo de Gimnasia Artística, en los años 2023 y 2025, ambas en la prueba de salto de potro. Participó en los Juegos Olímpicos de Tokio 2020, ocupando el octavo lugar en la prueba por equipo.

## Palmarés internacional
| Campeonato Europeo | Campeonato Europeo | Campeonato Europeo | Campeonato Europeo |
| Año                | Lugar              | Medalla            | Prueba             |
| ------------------ | ------------------ | ------------------ | ------------------ |
| 2023               | Antalya (Turquía)  | Medalla de bronce  | Salto de potro     |
| 2025               | Leipzig (Alemania) | Medalla de bronce  | Salto de potro     |